# Reportsmith
ReportSmith este un program de reportizare. Acest program este utilizat pentru crearea rapoartelor 
în bazele de date având formatul DB2, DBF, CSV, ODBC, MySQL, Paradox sau 
Microsoft Access.

În prezent, este disponibil numai în versiuni vechi, începând de la 1 la 5, fiind o componentă integrată a mediului de programare Borland Delphi versiunile de la 1 la 
5.